# Australien ved vinter-OL 2018
Australien deltager i vinter-OL 2018 i Pyeongchang, Sydkorea i perioden 9. – 25. februar 2018.

## Deltagere
Følgende atleter vil deltage i nedennævnte sportsgrene: 
| Sportsgren            | Herrer | Damer | Total |
| --------------------- | ------ | ----- | ----- |
| Alpint skiløb         | 2      | 1     | 3     |
| Bobslæde              | 4      | 0     | 4     |
| Freestyle skiløb      | 7      | 9     | 16    |
| Hurtigløb på skøjter  | 1      | 0     | 1     |
| Kunstskøjteløb        | 2      | 2     | 4     |
| Langrend              | 2      | 4     | 6     |
| Short track skøjteløb | 1      | 1     | 2     |
| Skeleton              | 1      | 1     | 2     |
| Snowboard             | 7      | 5     | 12    |
| Total                 | 27     | 23    | 50    |

## Medaljer
| 2018 Pyeongchang | Guld | Sølv | Bronze | Total |
| Australien       | 0    | 2    | 1      | 3     |

### Medaljevindere
| Medal  | Name          | Sport            | Event                    | Date        |
| ------ | ------------- | ---------------- | ------------------------ | ----------- |
| Sølv   | Matt Graham   | Freestyle skiløb | Mændenes pukkelpist      | 12. februar |
| Sølv   | Jarryd Hughes | Snowboard        | Mændenes snowboard cross | 15. februar |
| Bronze | Scott James   | Snowboard        | Mændenes half pipe       | 14. februar |